# Djerba - Houmt Souk (délégation)
Djerba - Houmt Souk est une délégation tunisienne dépendant du gouvernorat de Médenine.
| Hommes | Classe d’âge | Femmes |
| ------ | ------------ | ------ |
| 1 605  | 75 ou +      | 1 933  |
| 5 448  | 60-74 ans    | 5 420  |
| 8 735  | 45-59 ans    | 8 772  |
| 9 136  | 30-44 ans    | 10 483 |
| 8 768  | 15-29 ans    | 8 362  |
| 10 684 | 0-14 ans     | 9 882  |